# Thomas Lund-Sørensen
Thomas Lund-Sørensen (født 1. oktober 1964) er dansk diplomat med mangeårig erfaring fra Udenrigstjenesten og Forsvarets Efterretningstjeneste. Han har blandt andet arbejdet som ambassadør i Jordan og regeringens særlige udsending til Libyen (Benghazi) under oprøret mod Gaddafi. Lund-Sørensen var fra 2012 til november 2021 den første chef for Center for Cybersikkerhed i Forsvarets Efterretningstjeneste. Herefter var han indtil maj 2023 partner og chef for cyber risiko i det britiske rådgivningsfirma Macro Advisory Partners. I dag er Lund-Sørensen retur som diplomat i Udenrigstjenesten og har ansvaret for de udenrigspolitiske forhold til alle lande i Asien, Latinamerika og Caribien samt Oceanien. Han har tre børn.

## Opvækst og uddannelse
Thomas Lund-Sørensen
er opvokset i Århus og på Frederiksberg. Han er student fra Falkonergårdens Gymnasium og cand.polit. fra Københavns Universitet (1990). I løbet af universitetstudiet læste han et år på Institut d'Etudes Politiques de Paris (Certificat d'Etudes Politiques) og modtog i den forbindelse et af de første europæiske Eramus-legater. Efter ansættelse i Udenrigsministeriet modtog han det statslige stipendium til videreuddannelse på den franske École Nationale d'Administration (1992-1994 promotion Saint-Exupéry). I 1999 blev han udvalgt til at modtage The German Marshall Memorial Fellowship i USA. Thomas Lund-Sørensen er uddannet i en række hovedsprog på Udenrigsministeriets sprogskole og arabisk på Forsvarets sprogskole.[kilde mangler]
Han har gjort tjeneste i Den Kongelige Livgarde.[kilde mangler]

## Karriere
Thomas Lund-Sørensen påbegyndte sin karriere i Udenrigsministeriet den 1. august 1990 og beskæftigede sig især med de europæiske traktatforhandlinger og folkeafstemninger om Maastricht- og Amsterdamtraktaterne. Han deltog som personlig assistent for tidl. generalsekretær Niels Ersbøll i den refleksionsgruppe, der forberedte Amsterdamtraktaten i 1995. Fra 1996 til 2000 var han ministersekretær for udenrigsminister Niels Helveg Petersen og chef for ministersekretariatet og varetog blandt andet pressearbejdet og kontakt til Folketinget for udenrigsministeren.
Fra 2001 til 2005 var Lund-Sørensen souschef (Gesandter) på den danske ambassade i Berlin.
I 2005 blev han udnævnt til kontochef for det handelspolitiske kontor i Udenrigsministeriet, hvor Udenrigstjenestens arbejde med politisk rådgivning for danske virksomheder på udenlandske markeder blev udviklet til at udgøre et væsentligt indsatsområde for Eksportrådet og ambassaderne. I samme periode blev Lund-Sørensen involveret i den første Muhammedkrise, der først blev offentligt kendt, da saudiarabiske supermarkeder i januar 2006 begyndte at boykotte danske produkter.
I juli 2006 blev Thomas Lund-Sørensen sat i spidsen for evakueringen af 6000 danskere fra Libanon som en følge af sommerkrigen mellem Israel og Hizbollah.
I 2007 blev han udnævnt til Danmarks første faste ambassadør i Det Hashemitiske Kongerige Jordan.
Ambassaden blev især kendt for sin public diplomacy-indsats, sin involvering i Det Arabiske Initiativ og som centrum for den anden Muhammedkrise i 2008, hvor det jordanske parlament stemte for at udvise ambassadøren. Som følge af skærpet sikkerhedssituation og ændret politisk prioritering blev ambassaden lukket i 2010. Lund-Sørensen returnerende til Udenrigsministeriet som IT-chef. I 2011 blev han udnævnt til regeringens særlige udsending til TNC (Transitional National Council) i Benghazi i Libyen, hvor oprøret mod Oberst Gaddafi havde sit udspring.
Fra maj 2012 til november 2021 gjorde Thomas Lund-Sørensen tjeneste som den første chef for Center for Cybersikkerhed i Forsvarets Efterretningstjeneste. Center for Cybersikkerhed er i perioden vokset fra knap 30 til mere end 250 ansatte, herunder med oprettelse af CFCS' døgnbemandede situationscenter og med hovedfinansiering fra skiftende forsvarsforlig. CFCS er hovedforfatter til de tre nationale cybersikkerhedsstrategier, en håndfuld love om CFCS virke som national cybersikkerhedsmyndighed og sikkerhedsmyndighed indenfor telesektoren og har håndteret et større antal alvorlige cyberangreb mod danske myndigheder og virksomheder - herunder ikke mindst SolarWinds-sagen ved årsskiftet 2020/2021.
Den 1. november 2021 skiftede Thomas Lund-Sørensen embedsmandsrollen ud med rollen som partner og chef for cyber risk i den britiske boutique rådgivningsvirksomhed Macro Advisory Partners, der rådgiver nogle af verdens største virksomheder om geopolitik og cybersikkerhed.
Den 1. maj 2023 trådte han igen ind i Udenrigstjenesten, hvor han har ansvaret for de udenrigspolitiske forhold til mere end 70 lande i Asien, Latinamerika og Caribien samt Oceanien. Det omfatter bl.a. forholdet til Kina, Indien, Australien og Brasilien.

## Note
1. ↑  Thomas Lund-Sørensen | LinkedIn (Webside ikke længere tilgængelig)
2. ↑  PressReader - Politiken: 2014-10-01 - Diplomati og eventyrsind
3. ↑  Bolværk mod cyberangreb - Aktuelt portræt - Navne
4. ↑  En af vores bedste folk | Kristeligt Dagblad
5. ↑  Jakob Jessen (1. september 2010), "Ambassadelukning i Amman: Enden på Det Arabiske Initiativ?", RÆSON, Wikidata  Q113192760
6. ↑  Private Site
7. ↑  "Beyond Stereotypes - Det Arabiske Initiativ". Arkiveret fra originalen 5. marts 2016. Hentet 2. januar 2016.
8. ↑  Dansk ambassadør kræves smidt ud - Politiken.dk
9. ↑  Ekspert kritiserer lukning af ambassade i Jordan - Politiken.dk
10. ↑  "Danske DAI Partnere: hovedløst at lukke ambassaden i Jordan - Det Arabiske Initiativ". Arkiveret fra originalen 4. marts 2016. Hentet 2. januar 2016.
11. ↑  Ambassadelukning i Amman: Enden på Det Arabiske Initiativ? « RÆSON
12. ↑  Vejen mod hverdag - Globalt | www.b.dk
13. ↑  Den libyske revolution er kommet i tidsnød - Politiken.dk
14. ↑  "Nyt Center for Cybersikkerhed". Arkiveret fra originalen 5. marts 2016. Hentet 2. januar 2016.
15. ↑  Rapport om SloarWinds-angrebet i Danmark. https://www.cfcs.dk/globalassets/cfcs/dokumenter/rapporter/cfcs-rapport-solarwinds.pdf
16. ↑  Thomas Lund-Sørensen annoncerer sin afsked med CFCS
17. ↑  thomas-lund-soerensen-stopper-som-chef-for-center-for-cybersikkerhed
18. ↑  thomas-lund-soerensen-fratraadt-i-al-stilhed-som-chef-for-center-for-cybersikkerhed-her-er-hans-nye-job

|  | Artiklen om Thomas Lund-Sørensen kan blive bedre, hvis der indsættes et (bedre) billede Du kan hjælpe ved at afsøge Wikimedia Commons for et passende billede eller uploade et godt billede til Wikimedia Commons iht. de tilladte licenser og indsætte det i artiklen. |